# STVホール
STVホール（エスティーブイホール）は、札幌テレビ放送（STV）・STVラジオ本社に併設されている公開スタジオ。

## 概要

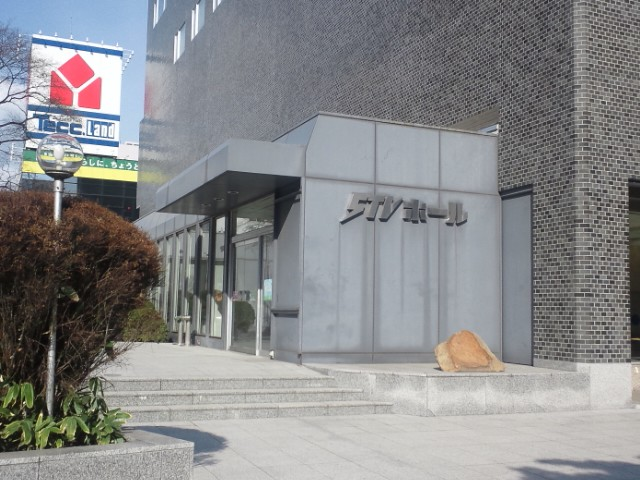
STVホール（入口）2019年11月現在、工事のため閉鎖中で、入口は別の場所に変更されている。

- 所在地：北海道札幌市中央区北1条西8丁目1番地1
- アクセス：札幌市営地下鉄東西線・西11丁目駅から徒歩約5分

北海道内の放送局では唯一のホールスタジオとして、1971年に現・放送会館落成とともに開設された。観客席が468席設けられており、テレビやSTVラジオの番組収録をはじめ、映画試写会やライブ、イベント等が行われる。かつては北海道では数少ない定例の寄席であるSTVホール名人会も開催していた。
1985年4月22日にはSTVラジオと同じNRNに属するABCラジオの「おはようパーソナリティ道上洋三です」の公開生放送に使用された。
ステージ部分の面積は65坪。3層吹抜けでホリゾントも有しているため、通常のテレビスタジオとしての運用も可能であり、非公開でのコマーシャル撮影や番組収録などにも活用されている。副調整室や機材は隣接するTスタジオと共用で、運用が重複する場合は中継車が使用される。
STVは札幌メディアパーク・スピカ（2008年3月に閉鎖）を所有・運営していたが、「24時間テレビ」や「ウイークエンドバラエティ 日高晤郎ショー」などの公開放送ではスピカ稼動時も含め、STVホールを使用している。
松山千春はまだ無名だった頃に、このSTVホールで公開生放送していたラジオ番組「サンデージャンボスペシャル」に毎週出演。そこでディレクターらに鍛えられ、その後歌手としてデビューするきっかけとなっている。

## 制作番組
- ハッピーおとどけ隊（パブリシティ番組）
- 24時間テレビ
- STVショッピング情熱市場（通販番組）　など